# Shihuiyao (sockenhuvudort i Kina, Shandong Sheng, lat 37,51, long 121,37)
Shihuiyao (kinesiska: 世回尧, 世回尧街道) är en sockenhuvudort i Kina. Den ligger i provinsen Shandong, i den östra delen av landet, omkring 400 kilometer öster om provinshuvudstaden Jinan. Antalet invånare är 86 596. Befolkningen består av 45 523 kvinnor och 41 073 män. Barn under 15 år utgör 11,0 %, vuxna 15-64 år 84 %, och äldre över 65 år 3,0 %.
Runt Shihuiyao är det tätbefolkat, med 982 invånare per kvadratkilometer. Närmaste större samhälle är Huanghai, 6,8 km öster om Shihuiyao. Trakten runt Shihuiyao består till största delen av jordbruksmark.
Genomsnittlig årsnederbörd är 748 millimeter. Den regnigaste månaden är juli, med i genomsnitt 264 mm nederbörd, och den torraste är februari, med 12 mm nederbörd.